# Speke-Kammfinger

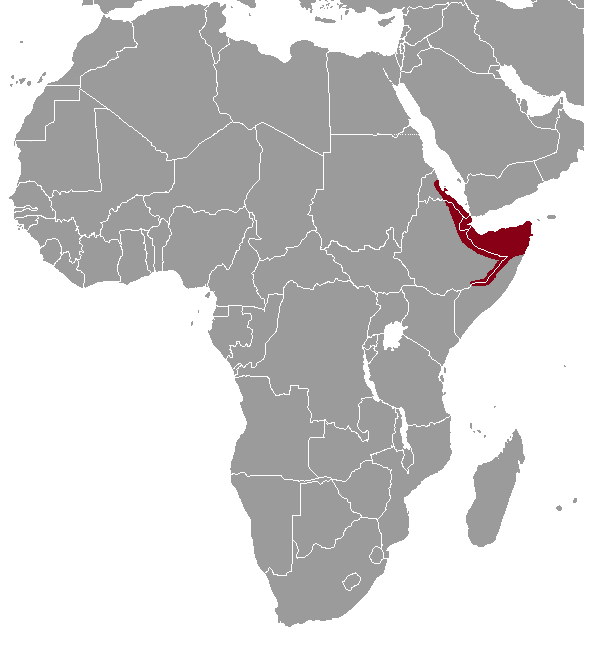
Verbreitungsgebiet des Speke-Kammfingers (rot).

Der Speke-Kammfinger (Pectinator spekei), auch Buschschwanz-Gundi genannt, ist ein Nagetier in der Familie der Kammfinger (Ctenodactylidae) und die einzige Art der Gattung Pectinator.

## Merkmale
Die Art erreicht eine Kopf-Rumpf-Länge von 15,5 bis 19 cm sowie eine Schwanzlänge von 6 bis 8 cm. Der Schwanz erreicht damit 224 % der Hinterfußlänge und ist somit im Vergleich zu anderen Kammfingern relativ lang. Das durchschnittliche Gewicht von vier Exemplaren lag bei 178 g. Der Speke-Kammfinger hat aschgraues Fell mit braunen oder schwarzen Schattierungen auf der Oberseite. Die Seiten sind einfarbig grau und die Unterseite hellgrau. Schwarze Haare an der Außenseite des buschigen Schwanzes bilden einen dunklen Kranz. Auch die langen Vibrissen sind schwarz. Die Art besitzt, wie die anderen Kammfinger, einen Bürstenkamm aus steifen Haaren an den Hinterfüßen. Kennzeichnend sind die Ohren, die nicht so stark abgeflacht sind, wie bei den anderen Familienmitgliedern. Sie sind fast nackt, mit Ausnahme kurzer weißer Haare an den Kanten. An Händen und Füßen befinden sich vier Finger bzw. Zehen.

## Verbreitung und Lebensraum
Der Speke-Kammfinger kommt am Horn von Afrika in Eritrea, Äthiopien, Somalia und Dschibuti vor. Er hält sich im Flachland und in Gebirgen bis 1200 Meter Meereshöhe auf. Als Habitat dienen felsige Gebiete und Halbwüsten. Selten werden Busch- oder Grasländer besucht. In der Danakil-Wüste wurden Anfang der 1980er Jahre Populationsdichten von bis zu 237 Individuen je Hektar festgestellt.

## Lebensweise
Dieses Nagetier ruht in Felsspalten oder unter Steinen. Es wird kurz nach Sonnenaufgang aktiv und kann meist beim Sonnenbaden beobachtet werden. In den heißesten Stunden des Tages legt der Speke-Kammfinger eine Ruhepause ein. Die Art frisst ausschließlich Pflanzenteile wie Gräser, Kräuter oder Blätter. Letztere stammen dabei unter anderem von der Senegal-Akazie. In der Trockenzeit kann das Nahrungsangebot mitunter relativ knapp werden. Mehrere Familien bilden eine Kolonie, die ein gut abgegrenztes Revier von 1500 bis 2000 m² bewohnt. Bei Gefahr stoßen die Tiere einen Alarmruf aus, der mit einem Zirpen beginnt, gefolgt von einem langen Pfeifen, worauf sich drei bis sechs Zirp-Laute anschließen. Die Dauer des Rufs liegt bei bis zu 1,5 s und erreicht eine Frequenz von 1 bis 4 kHz. Der Speke-Kammfinger teilt sich seinen Lebensraum mit dem Klippschliefer (Procavia capensis).
In der Danakil-Wüste kommen die Jungtiere vom späten August bis Mitte September nach der kurzen Regenzeit zur Welt, in anderen Gebieten wurden Geburten auch im Januar registriert. Bei in Gefangenschaft gehaltenen Individuen bestand ein Wurf meist aus einem Jungtier und selten aus Zwillingen. Die Neugeborenen wiegen etwa 20 g und sind vollständig behaart. Sie werden 11 bis 12 Monate gesäugt, nach rund 174 Tagen haben sie etwa das Gewicht der ausgewachsenen Tiere erreicht.

## Status
Die Art wird nicht sehr häufig gesichtet. Ihr Verbreitungsgebiet ist dagegen groß und einschneidende Umwandlungen durch den Menschen sind nicht zu erwarten. Die Weltnaturschutzunion (IUCN) listet den Speke-Kammfinger als nicht gefährdet (Least Concern).